# Азурит
Азури́т (фр. l'azur — синява, блакить) — поширений вторинний мінерал міді.
Мінерал був відомий з давніх часів, і був згаданий в Плінієм у «Природничій історії» під грецьким ім'ям kuanos (κυανός: «глибокий синій»).

## Походження назви
Так само, як і в випадку лазурита, ляпіс-блакиті, лазуліта і блакиті взагалі, назва азуриту позначає його синій, небесний або морський колір. Арабським словом блакить, lazward (араб. azul — «синява») нерідко називають ясне денне небо, однак частіше використовується для позначення чогось глибоко-синього взагалі. Пізніше, вже в Середні століття, за посередництвом латині арабське слово набуло сучасні форми звучання, що в разі мінералів виглядає як: лазурит, азурит, лазуліт і ляпіс-блакить. І справді, забарвлення перерахованих мінералів дуже схожа і є в тій чи іншій мірі — блакитним, синім.

## Загальний опис
Основний карбонат міді острівної будови — Cu3[OH]2[CO3]2. Склад (%): CuO — 69,24; CO2 — 25,53 %; Н2О — 5,23. Містить 55,3 % Cu. Кристалізується в моноклінній сингонії; кристалічна структура координаційна. Утворює щітки, друзи дрібних, рідше — довгопризматичних кристалів. Характерні також радіально-променисті агрегати, конкреції, щільні маси і землисті скупчення. Густина 3,8. Твердість 3,5—4. Колір у кристалах темно-синій, в агрегатах і землистій масі — волошковий, до блакитного. Блиск скляний. Типовий мінерал зони окиснення сульфідних родовищ міді. При подальшому окисненні переходить в малахіт.
Азурит — один з мінералів-індикаторів мідних руд, а також другорядний рудний мінерал міді і сировина для приготування синьої фарби. Збагачується флотацією.

## Колір
Азурит — мінерал насиченого синього кольору, з палітрою відтінків від кобальтового то небесно-блакитного. З древніх часів порошок азурита активно використовувався в якості фарби, що здатна не тускніти роками.

## Родовища
Азурит добувають в Австралії, Чилі, Мексиці, США, Німеччині, Казахстані, Заїрі, Намібії, Замбії. Також широко поширений азурит в Марокко. Найчастіше за все в природі азурит зустрічається разом з малахітом, іноді утворюючи псевдомофози, тобто заміщення мінерала одне одним. Такі камені називають азурмалахітами.

## Галерея

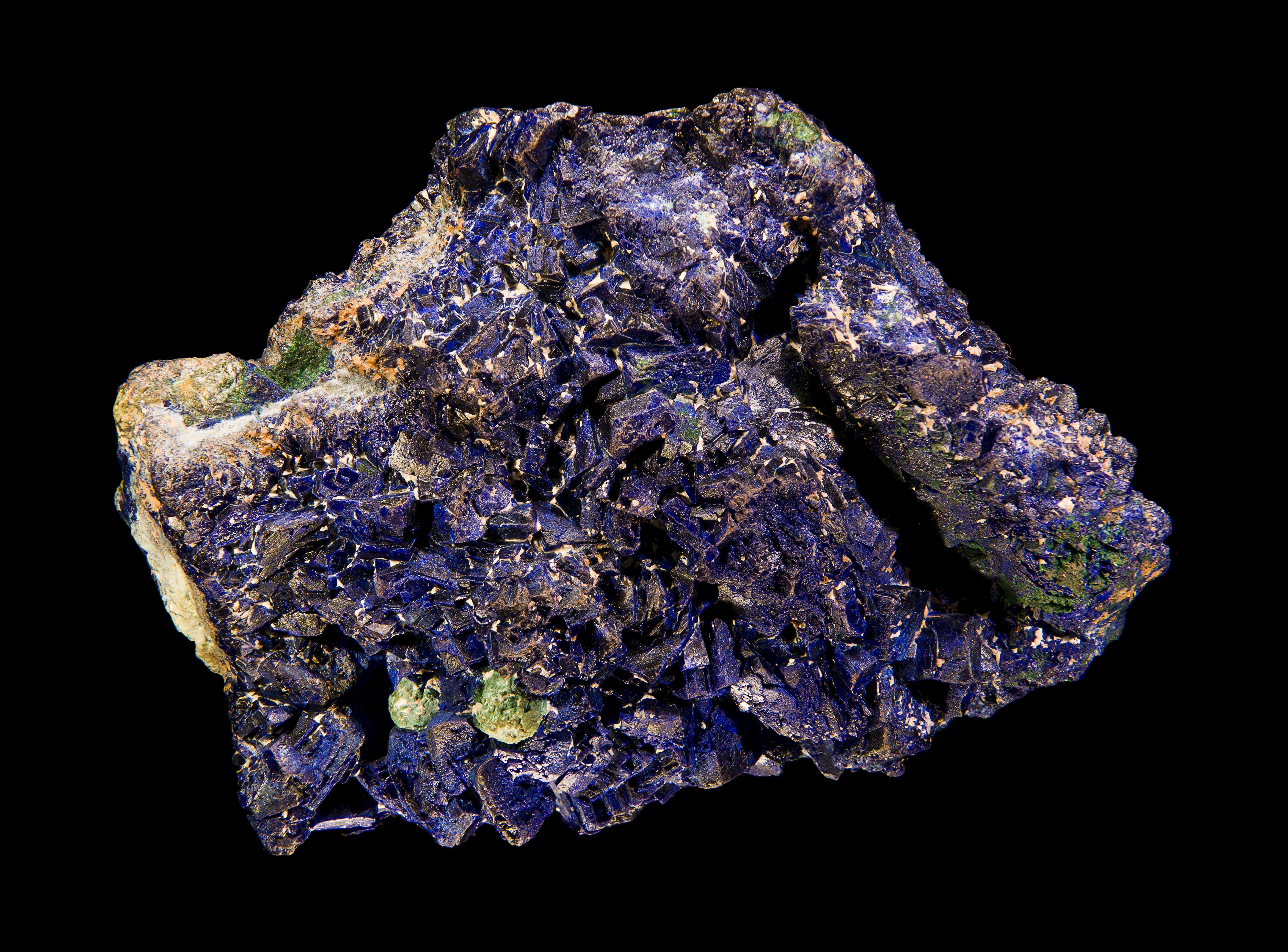
Азурит
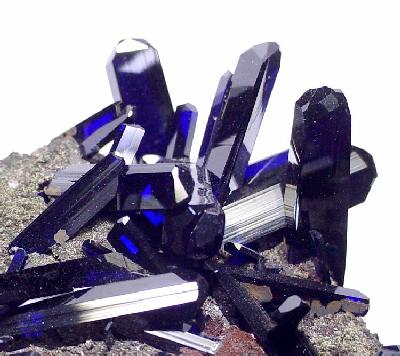
Кристали азуриту
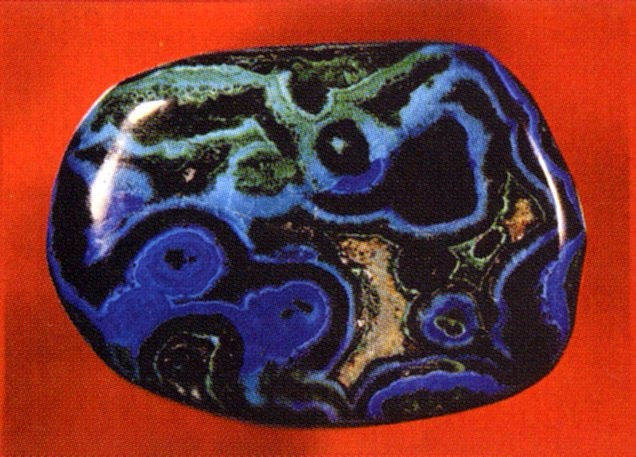
Азурит і малахіт в Малій гірничій енциклопедії

## Використання як пігмент

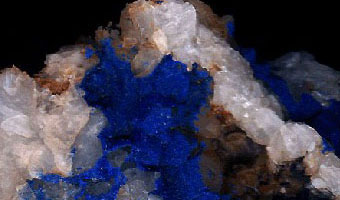
Кристали азуриту, що демонструють насичений синій колір незміненого азуриту. Зі Шпанья Доліни, Словаччина.

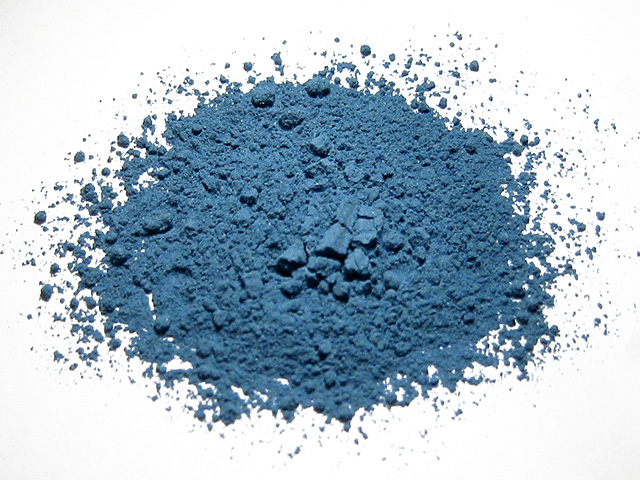
Мелений азурит для використання як пігмент

Азурит нестійкий на повітрі, проте в давнину його використовували як синій пігмент. Залежно від ступеня помелу та основного вмісту карбонату міді, він давав широкий спектр синіх відтінків. Він був відомий як гірський блакитний, вірменський камінь та azurro della Magna (синій з Німеччини італійською). При змішуванні з олією він стає злегка зеленим. При змішуванні з яєчним жовтком він стає зелено-сірим. Старіші зразки азуриту можуть мати більш зеленуватий відтінок через вивітрювання в малахіт. 
Азурит у картинах часто помилково називали лазуритом (lapis lazuli), терміном, що застосовувався до багатьох блакитних пігментів. З удосконаленням хімічного аналізу картин середньовіччя, азурит визнається основним джерелом блакитного кольору, який використовували середньовічні художники. Лазурит (пігмент ультрамарин) постачався переважно з Афганістану в Середньовіччі, тоді як азурит був поширеним мінералом у Європі того часу. Значні родовища були знайдені поблизу Ліона, Франція. Його видобували з 12 століття в Саксонії, на срібних копальнях, розташованих там.

Щоб відрізнити азурит від природного ультрамарину, дорожчого, але стабільнішого блакитного пігменту, можна використовувати нагрівання. Ультрамарин витримує нагрівання, тоді як азурит перетворюється на чорний оксид міді. Однак, обережне нагрівання азуриту дає темно-синій пігмент, який використовується в японських техніках живопису.

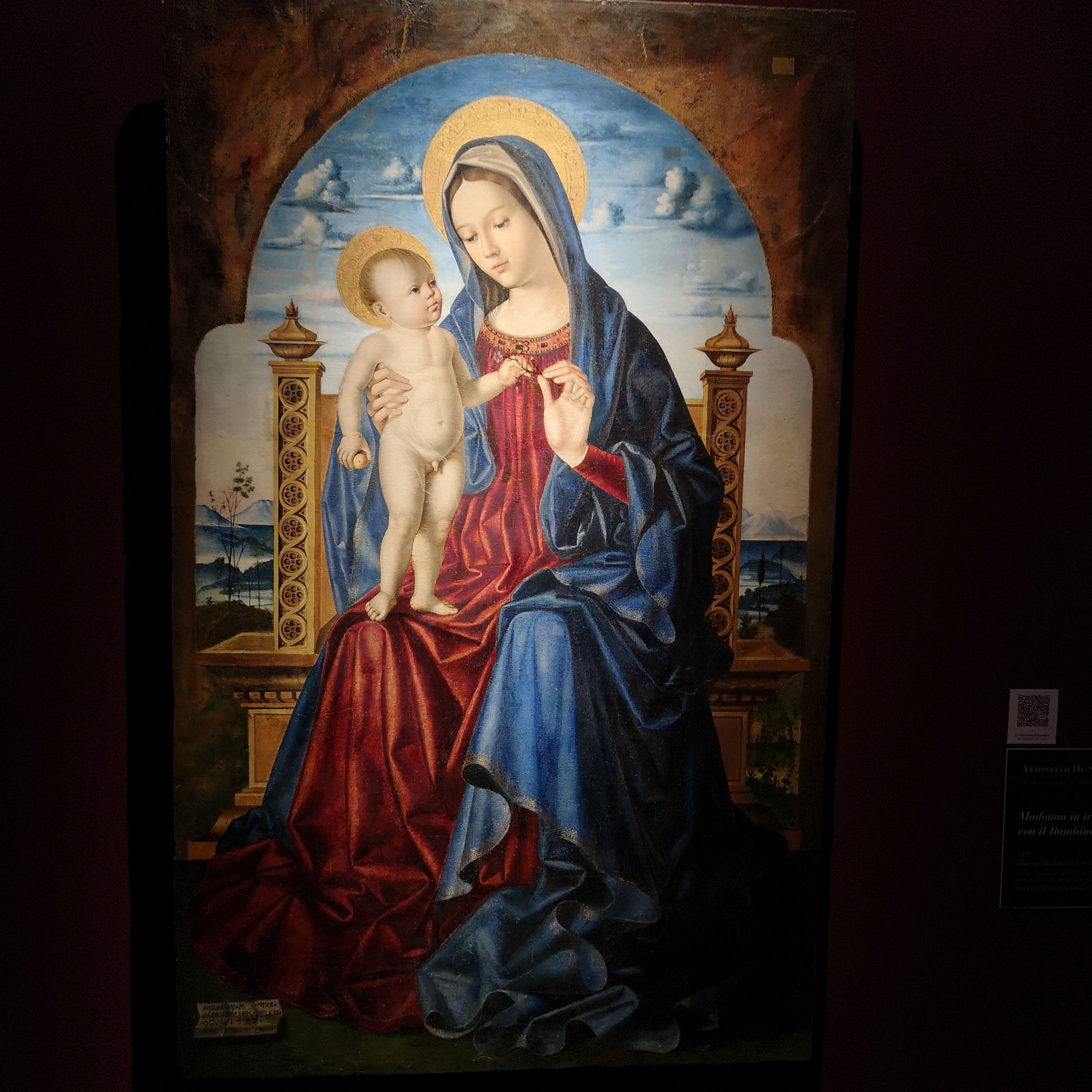
Antonello de Saliba, Virgin with the Child, 1497. Небо виконане азуритом з свинцевими білилами. Накидка Мадонни — ультрамарин.
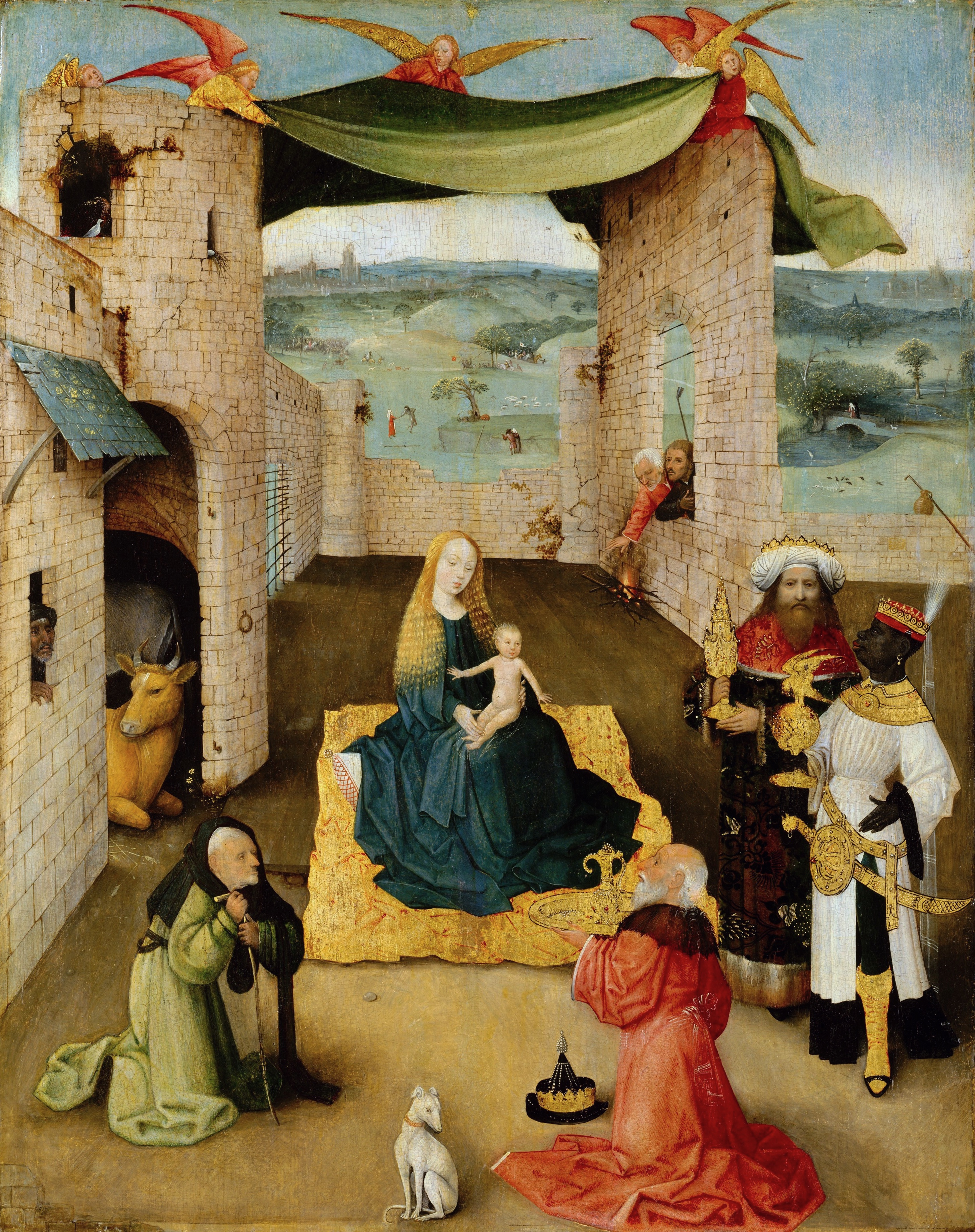
Hieronymus Bosch, The Adoration of the Magi. Блакитне небо та одяг: азурит та свинцеві білила в різних пропорціях.
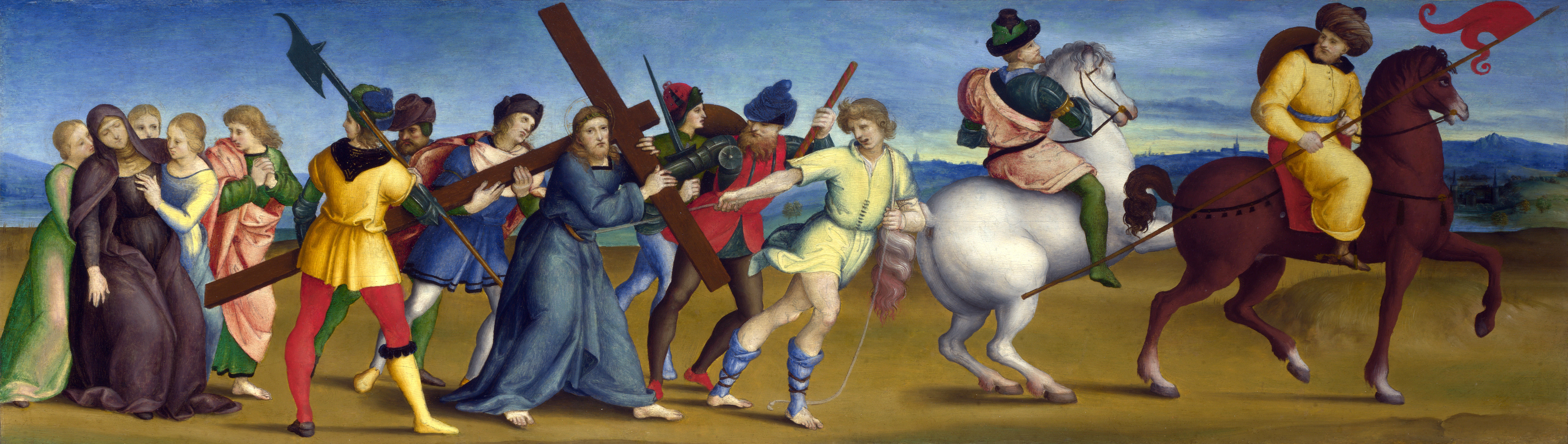
Raphael, The Procession to Calvary, 1504-05. Блакитне небо: натуральний ультрамарин, змішаний з білим, поверх шару азуриту, також змішаного з білим. Блакитний одяг Христа: азурит з невеликою кількістю червоного, потемнілі з часом. Блакитний одяг фігури позаду Христа: натуральний ультрамарин.
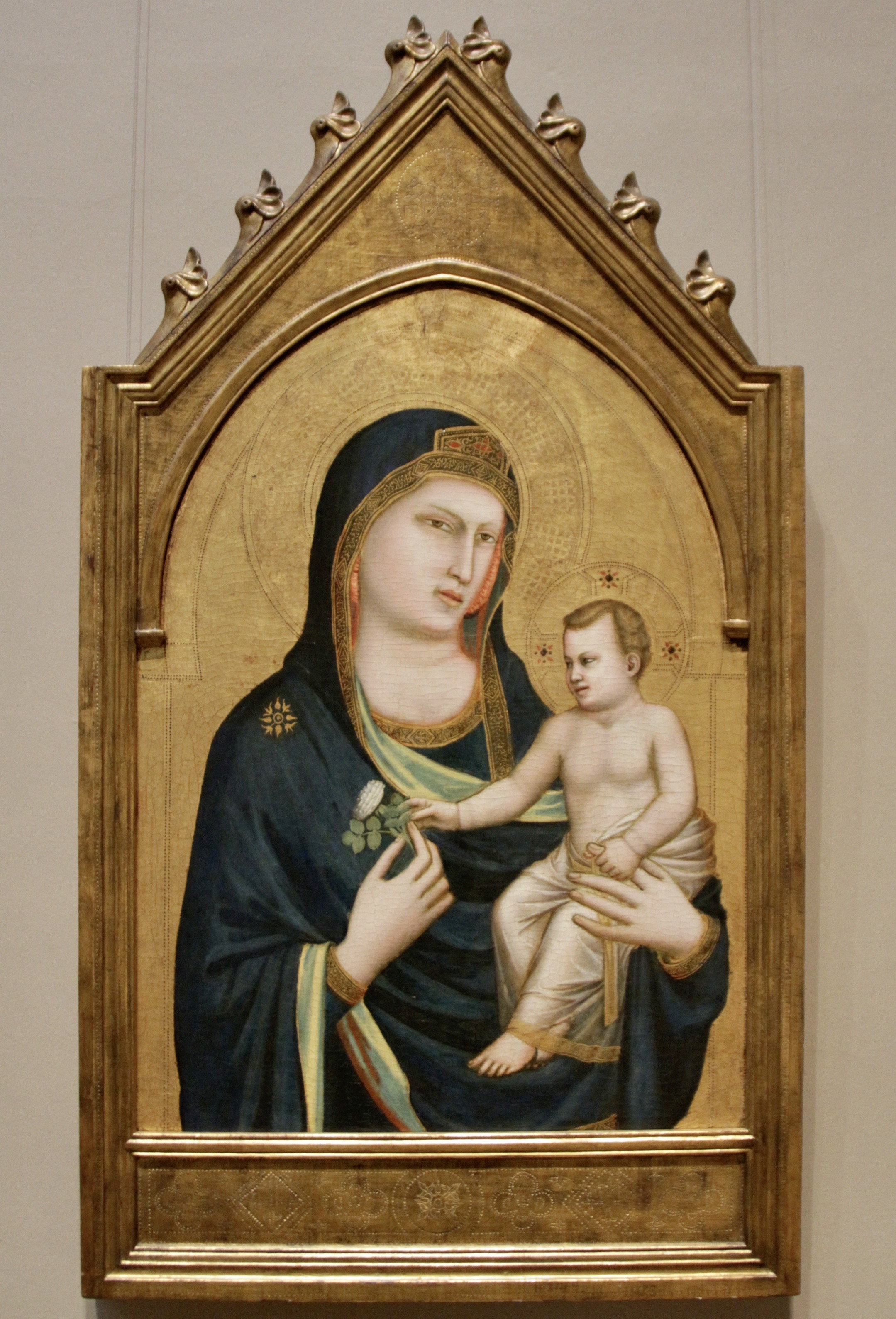
Giotto, Madonna and Child, 1310-15.Синьо-зелена накидка Мадонни: азурит з невеликою кількістю малахіту та дуже рідкісного синьо-зеленого мінерального пігменту мікситу.
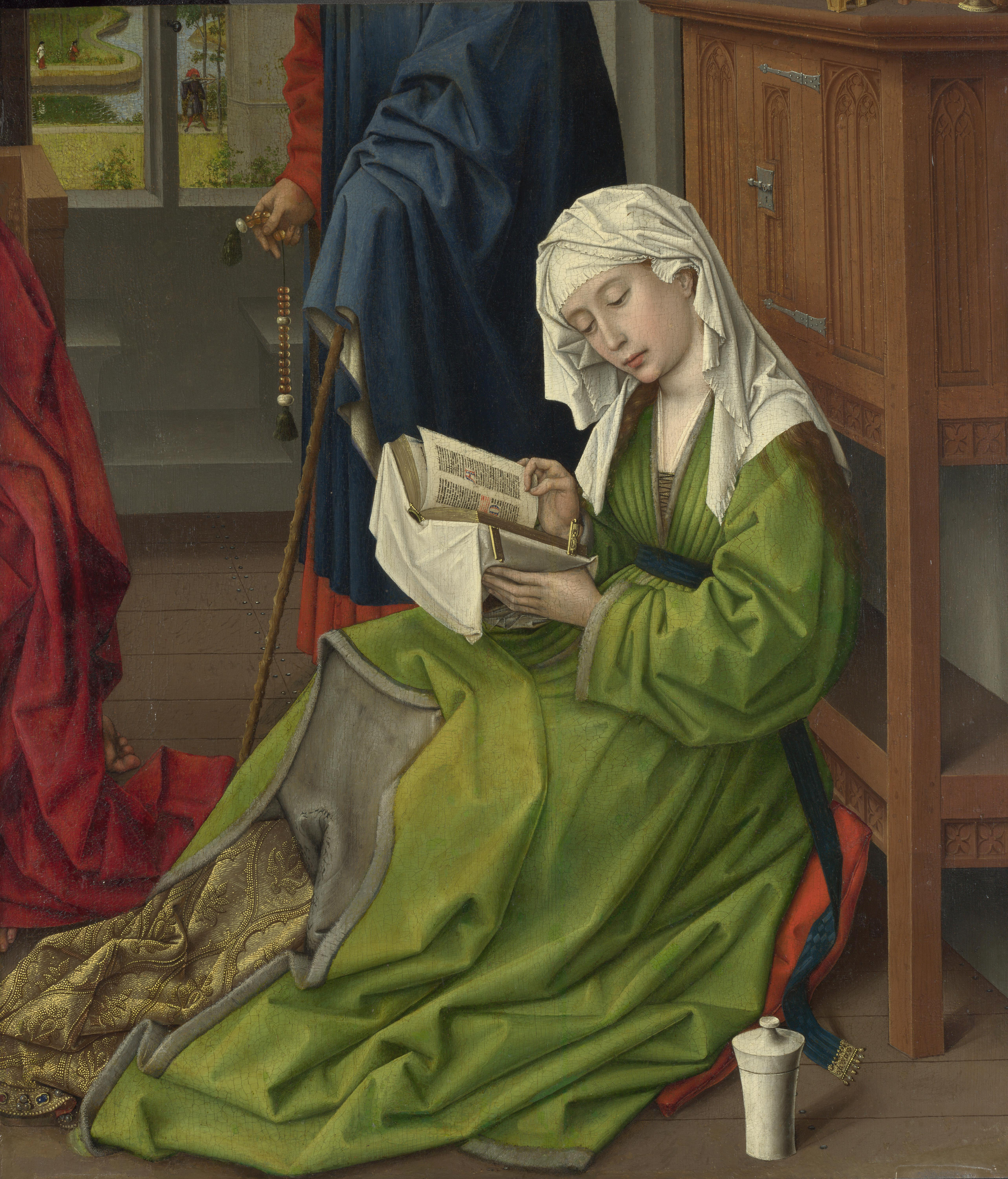
Rogier van der Weyden, The Magdalen Reading, before 1438. Блакитний плащ святого Йосипа: світло-фіолетове тло складається зі свинцевих білил, карміна та азуриту. Верхній шар складається з азуриту, змішаного зі свинцевими білилами у світлих місцях.